# Sara Carlsson
Sara Carlsson (ur. 26 grudnia 1986) – szwedzka curlerka, mistrzyni świata z 2011. Aktualnie gra jako druga w drużynie Ahlmarks (skip Cecilia Östlund, wcześniej Anette Norberg) z Karlstads curlingklubb.
Carlsson w curling gra od 2000. W sezonie 2007/2008 jako trzecia w zespole Cecilii Östlund zdobyła tytuł mistrzyń Szwecji w kategorii juniorek. Szwedki na Mistrzostwach Świata Juniorów 2008 doszły do finału, zdobyły srebrne medale przegrywając 3:12 przeciwko Szkotkom (Eve Muirhead).
Rok później Sara została wytypowana do uczestnictwa w Zimowej Uniwersjadzie. W łączonej reprezentacji objęła rolę otwierającej, skipem była Stina Viktorsson. Reprezentantki Szwecji z bilansem 4 wygranych i 5 porażek uplasowały się na 6. miejscu rywalizacji. W sezonie 2009/2010, pomimo że ekipa Östlund zajęła 2. miejsce w Elitserien wyjechała na Mistrzostwa Świata 2010. Spowodowane było to faktem, iż najwyższe rozgrywki ligowe wygrał zespół Anette Norberg, który miał uczestniczyć w Zimowych Igrzyskach Olimpijskich. Podczas turnieju w Swift Current ekipa z Karlstad awansowała do fazy play-off, zajęła jednak 4. miejsce po dwóch przegranych meczach przeciwko Szkocji (Eve Muirhead) i Kanadzie (Jennifer Jones).
Po sezonie olimpijskim do zespołu dołączyła Norberg obejmując zarówno funkcję kapitana. Zespół zajął 3. miejsce w mistrzostwach kraju w sezonie 2010/2011, wygrał jednak Elitserien. Z doświadczoną Anette Szwedki łatwo awansowały do fazy finałowej Mistrzostw Świata 2011, gdzie pokonały 7:6 Chinki (Wang Bingyu) i zdobyły tytuły mistrzyń świata wygrywając w finale nad Kanadą (Amber Holland) 7:5.
Sara Carlsson uczestniczy także w konkurencji par mieszanych. W latach 2009 i 2010 wraz z Kristianem Lindströmem zdobyła brązowe medale mistrzostw Szwecji.

## Wielki Szlem
| Turniej                | 2011/2012 | 2012/2013 | 2014/2015 |
| ---------------------- | --------- | --------- | --------- |
| Autumn Gold            | A         | A         | x         |
| Manitoba Lotteries     | x         | x         | A*        |
| Colonial Square        | A*        | A         | A         |
| Masters                | A*        | A         | A         |
| Canadian Open          | —         | —         |           |
| Players’ Championships | A         | A         |           |

| —  | = turniej nie odbył się                     |
| A  | = nie uczestniczyła                         |
| x  | = nie zakwalifikowała się do fazy finałowej |
| QF | = ćwierćfinał                               |
| SF | = półfinał                                  |
| F  | = finał                                     |
| W  | = zwycięstwo                                |

## Drużyna
|           | Czwarta          | Trzecia           | Druga         | Otwierająca       |
| --------- | ---------------- | ----------------- | ------------- | ----------------- |
| 2013/2015 | Cecilia Östlund  | Sabina Kraupp     | Sara Carlsson | Paulina Stein     |
| 2012/2013 | Anette Norberg   | Cecilia Östlund   | Sabina Kraupp | Sara Carlsson     |
| 2010/2012 | Anette Norberg   | Cecilia Östlund   | Sara Carlsson | Lotta Lennartsson |
| 2009/2010 | Cecilia Östlund  | Sara Carlsson     | Anna Domeij   | Lotta Lennartsson |
| ZU 2009   | Stina Viktorsson | Maria Wennerström | Anna Domeij   | Sara Carlsson     |
| 2007/2008 | Cecilia Östlund  | Sara Carlsson     | Anna Domeij   | Lotta Lennartsson |

Drużyny mikstowe
|           | Czwarty/-a      | Trzeci/-a   | Drugi/-a      | Otwierający/-a |
| --------- | --------------- | ----------- | ------------- | -------------- |
| 2011/2012 | Cecilia Östlund | Peder Folke | Sara Carlsson | Jonas Ullén    |